# Alsager Town F.C.
Câu lạc bộ bóng đá Alsager Town là một câu lạc bộ bóng đá, có trụ sở tại Alsager, Cheshire, Anh. Câu lạc bộ hiện là thành viên của North West Counties League Division One South và chơi tại Sân vận động Wood Park. Trực thuộc Cheshire County Football Association, họ cũng điều hành một đội dự bị trong Staffordshire County Senior League và một đội trẻ trong North West Youth Alliance.

## Lịch sử
Được thành lập vào năm 1968,  câu lạc bộ tham gia giải đấu Mid-Cheshire League trong mùa giải 1971-72. Năm 1973, đội được đổi tên thành Alsager Town, một cái tên họ vẫn giữ cho đến năm 1985 khi trở thành Alsager United. Năm 1988, câu lạc bộ trở lại tên ban đầu. Đội kết thúc với vị trí á quân tại Mid-Cheshire League vào năm 1987-88, nhưng rời giải vào cuối mùa giải khi đội giải tán.
Câu lạc bộ được tái lập vào năm 1989 và gia nhập Premier Division của Crewe League. Hai năm sau, họ chuyển đến Mid-Cheshire League năm 1991 và được xếp vào Division Two. Sau khi chơi ở giải đấu trong bảy mùa giải, họ chuyển sang Midland Football League vào năm 1998. Họ đã về nhì trong mùa giải đầu tiên, giành quyền thăng hạng lên Division Two của North West Counties League.
Năm 2001 câu lạc bộ được đổi tên lần thứ năm, trở thành Alsager Town một lần nữa. Đội về nhì ở Division Two thuộc North West Counties League, giành quyền thăng hạng lên Division One. Họ đã giành được Leek Cup trong cùng mùa giải.
Mùa giải 2005-06 chứng kiến câu lạc bộ cán đích ở vị trí thứ ba ở Division One, dẫn đến việc thăng hạng lên Division One của Northern Premier League (NPL). Cuối mùa giải đầu tiên ở NPL giải đấu có thêm một hạng đấu, dẫn đến việc Alsager Town được xếp vào Division One South. Mặc dù đứng thứ mười bốn ở giải hạng mười tám câu lạc bộ trong mùa giải 2007-08, câu lạc bộ đã bị xuống hạng trở lại giải Premier Division của North West Counties League được đổi tên sau khi không đạt tiêu chí đánh giá sân.
Câu lạc bộ vẫn ở Premier Division cho đến cuối mùa giải 2015-16 khi bị xuống hạng đến Division One.

### Lịch sử giải đấu
| Mùa giải                              | Hạng đấu                                      | Thứ hạng      | Cúp FA        | FA Trophy     | FA Vase       | Sự kiện chính                                      |
| ------------------------------------- | --------------------------------------------- | ------------- | ------------- | ------------- | ------------- | -------------------------------------------------- |
| 1968-69                               | Crewe League                                  |               |               |               |               |                                                    |
| 1969-70                               | Crewe League                                  |               |               |               |               |                                                    |
| 1970-71                               | Crewe League                                  |               |               |               |               |                                                    |
| 1971-72                               | Mid-Cheshire League                           | 12            |               |               |               |                                                    |
| 1972-73                               | Mid-Cheshire League                           | 12            |               |               |               | Đổi tên thành Alsager Town.                        |
| 1973-74                               | Mid-Cheshire League                           | 12            |               |               |               |                                                    |
| 1974-75                               | Mid-Cheshire League                           | 10            |               |               |               | Giải được mở rộng, được xếp vào Division One       |
| 1975-76                               | Mid-Cheshire League Division One              | 16            |               |               |               |                                                    |
| 1976-77                               | Mid-Cheshire League Division One              | 10            |               |               |               |                                                    |
| 1977-78                               | Mid-Cheshire League Division One              | 4             |               |               |               |                                                    |
| 1978-79                               | Mid-Cheshire League Division One              | 3             |               |               |               |                                                    |
| 1979-80                               | Mid-Cheshire League Division One              | 9             |               |               |               |                                                    |
| 1980-81                               | Mid-Cheshire League Division One              | 6             |               |               |               |                                                    |
| 1981-82                               | Mid-Cheshire League Division One              | 15            |               |               |               |                                                    |
| 1982-83                               | Mid-Cheshire League Division One              | 13            |               |               |               | Hạng đấu bị hủy bỏ                                 |
| 1983-84                               | Mid-Cheshire League                           | 3             |               |               |               |                                                    |
| 1984-85                               | Mid-Cheshire League                           | 7             |               |               |               |                                                    |
| 1985-86                               | Mid-Cheshire League                           | 6             |               |               |               | Đổi tên thành Alsager United                       |
| 1986-87                               | Mid-Cheshire League                           | 5             |               |               |               | Giải được mở rộng, được xếp vào Division One       |
| 1987-88                               | Mid-Cheshire League Division One              | 2             |               |               |               | Đổi tên thành Alsager                              |
| 1988-89                               | Không thi đấu                                 | Không thi đấu | Không thi đấu | Không thi đấu | Không thi đấu | Không thi đấu                                      |
| 1989-90                               | Crewe League Premier Division                 |               |               |               |               |                                                    |
| 1990-91                               | Crewe League Premier Division                 |               |               |               |               |                                                    |
| 1991-92                               | Mid-Cheshire League Division Two              | 5             |               |               |               |                                                    |
| 1992-93                               | Mid-Cheshire League Division Two              | 9             |               |               |               |                                                    |
| 1993-94                               | Mid-Cheshire League Division Two              | 15            |               |               |               |                                                    |
| 1994-95                               | Mid-Cheshire League Division Two              | 8             |               |               |               |                                                    |
| 1995-96                               | Mid-Cheshire League Division Two              | 3             |               |               |               |                                                    |
| 1996-97                               | Mid-Cheshire League Division Two              | 5             |               |               |               |                                                    |
| 1997-98                               | Mid-Cheshire League Division Two              | 8             |               |               |               |                                                    |
| 1998-99                               | Midland League                                | 2             |               |               |               | Thăng hạng                                         |
| 1999-00                               | North West Counties League Division Two       | 12            |               |               |               |                                                    |
| 2000-01                               | North West Counties League Division Two       | 7             |               |               |               | Đổi tên thành Alsager Town                         |
| 2001-02                               | North West Counties League Division Two       | 2             |               |               |               | Thăng hạng                                         |
| 2002-03                               | North West Counties League Division One       | 11            |               |               | Q2            |                                                    |
| 2003-04                               | North West Counties League Division One       | 9             | P             |               | R2            |                                                    |
| 2004-05                               | North West Counties League Division One       | 7             | Q1            |               | Q2            |                                                    |
| 2005-06                               | North West Counties League Division One       | 3             | EP            |               | Q2            | Thăng hạng                                         |
| 2006-07                               | Northern Premier League Division One          | 14            | Q1            | Q2            |               | Giải được mở rộng, được xếp vào Division One South |
| 2007-08                               | Northern Premier League Division One South    | 14            | P             | P             |               | Xuống hạng                                         |
| 2008-09                               | North West Counties League Premier Division   | 7             | EP            |               | R2            |                                                    |
| 2009-10                               | North West Counties League Premier Division   | 18            | EP            |               | R2            |                                                    |
| 2010-11                               | North West Counties League Premier Division   | 20            | EP            |               | Q2            |                                                    |
| 2011-12                               | North West Counties League Premier Division   | 13            | EP            |               | Q1            |                                                    |
| 2012-13                               | North West Counties League Premier Division   | 15            | EP            |               | Q2            |                                                    |
| 2013-14                               | North West Counties League Premier Division   | 18            | EP            |               | Q2            |                                                    |
| 2014-15                               | North West Counties League Premier Division   | 17            | EP            |               | Q1            |                                                    |
| 2015-16                               | North West Counties League Premier Division   | 20            | Q1            |               | R3            | Xuống hạng                                         |
| 2016-17                               | North West Counties League Division One       | 7             | P             |               | Q2            |                                                    |
| 2017-18                               | North West Counties League Division One       | 8             | EP            |               | R2            |                                                    |
| 2018-19                               | North West Counties League Division One South | 17            |               |               | Q1            |                                                    |
| Nguồn: Football Club History Database |                                               |               |               |               |               |                                                    |

## Sân vận động
Alsager đã chơi tại Sân vận động Wood Park, ban đầu được gọi là Town Ground, từ năm 1968. Câu lạc bộ bị thiệt hại đáng kể do hỏa hoạn vào tháng 7 năm 2011, dẫn đến việc đội phải thi đấu xa nhà cho đến tháng 11 năm đó. Sân hiện có sức chứa 3.000 khán giả, trong đó 250 chỗ ngồi và 1.000 chỗ ngồi có mái che.

## Kỉ lục
- Kỉ lục số khán giả: 606 với Whitley Bay, Vòng Hai FA Vase, 14 tháng 11 năm 2009[2]
- Trận thua đậm nhất: 12-1 với Altrincham, Cheshire Senior Cup, 8 tháng 2 năm 2011
- Trận thắng đậm nhất: 6-0 với Chadderton, North West Counties League Division Two, 2001-02; với Cheadle Town, Cúp FA, 2006-07; với Maine Road, North West Counties League Premier Division, 23 tháng 9 năm 2014

## Danh hiệu
- Leek Cup
  - Vô địch 2001-02